# Suramin
Suramin là tên một loại thuốc được sử dụng để điều trị bệnh ngủ Châu Phi và bệnh mù sông.  Đây là phương pháp điều trị theo yêu cầu cho bệnh ngủ mà không có can thiệp đến hệ thần kinh trung ương. Thuốc được đưa vào cơ thể theo đường tiêm vào tĩnh mạch.
Suramin gây ra một lượng kha khá các tác dụng phụ. Các tác dụng phụ thường gặp có thể kể đến như buồn nôn, nôn mửa, tiêu chảy, đau đầu, ngứa da và suy nhược. Đau lòng bàn tay và lòng bàn chân, khó khăn về thị giác, sốt và đau bụng cũng có thể xảy ra. Tác dụng phụ nghiêm trọng hơn có thể bao gồm huyết áp thấp, giảm mức độ ý thức, các vấn đề về thận và giảm lượng tế bào máu. Mức độ an toàn là không rõ ràng nếu sử dụng trong giai đoạn khi cho con bú.
Suramin được sử dụng trong y tế ít nhất là từ đầu năm 1916. Nó nằm trong danh sách các thuốc thiết yếu của Tổ chức Y tế Thế giới, tức là nhóm các loại thuốc hiệu quả và an toàn nhất cần thiết trong một hệ thống y tế. Tại Hoa Kỳ, chúng có thể được mua lại từ Trung tâm Kiểm soát Bệnh tật (CDC). Chi phí cho một quá trình điều trị với thuốc là khoảng 27 USD. Ở các khu vực hay bị nhiễm bệnh trên thế giới, chúng thường được phân phát miễn phí bởi Tổ chức Y tế Thế giới.